# 大塘肚
大塘肚，位于中国广东省河源市龙川县回龙镇，为龙川县的一个县级文物保护单位，类型为近现代重要史迹及代表性建筑，公布时间为1986年9月。
大塘肚的历史年代为1929年。